# Microrégion de Patrocínio
La microrégion de Patrocínio est l'une des sept microrégions qui subdivisent la région du triangle mineiro et Haut-Paranaíba, dans l'État du Minas Gerais au Brésil.
Elle comporte 11 municipalités qui regroupaient 204 279 habitants en 2006 pour une superficie totale de 11 980 km2.

## Municipalités[1]
- Abadia dos Dourados
- Coromandel
- Cruzeiro da Fortaleza
- Douradoquara
- Estrela do Sul
- Grupiara
- Iraí de Minas
- Monte Carmelo
- Patrocínio
- Romaria
- Serra do Salitre